# BlueOcean
株式会社BlueOcean（ブルーオーシャン、英: BlueOcean Co., Ltd.）は、東京都豊島区に本社を置く広告代理店。

## 概要
2020年（令和2年）11月、広告代理店として設立。スマートフォンのインターネット広告代理事業を主とする企業である。
2022年2月に関連会社として飲食事業の株式会社BLUE TABLEを設立。
2022年8月にクローズドASP(広告配信サービス)『BLUE』を開始しました。
2022年12月に音楽配信事業及びアーティストのグッズ販売(EC)を開始しました。
2023年1月に3x3.EXE PREMIER(3人制プロバスケットボールリーグ)IKEBUKURO DROPSを設立しました

## 制作に関わった主な作品
- 軍司泰斗オフィシャルサイト
- 松倉信太郎オフィシャルサイト
- GANMAオフィシャルサイト
- COMA-CHIオフィシャルサイト
- 大岩龍矢オフィシャルサイト
- DJ PEACHオフィシャルサイト
- 上田剛史(BPS)オフィシャルサイト
- JAY'EDオフィシャルサイト
- NITRO MICROPHONE UNDERGROUNDオフィシャルサイト
- 犬童美乃梨オフィシャルサイト

## 関連企業
- 株式会社BLUE TBALE - 持株会社